# Volta a Bèlgica femenina
La Volta a Bèlgica femenina, coneguda com a Lotto Belgium Tour, és una cursa ciclista femenina per etapes que es disputa anualment a Bèlgica des del 2012.

## Palmarès
| Any  | Vencedora                | Segona               | Tercera              |         |
| ---- | ------------------------ | -------------------- | -------------------- | ------- |
| 2012 | Ellen van Dijk           | Liesbet De Vocht     | Lisa Brennauer       |         |
| 2013 | Ellen van Dijk           | Lisa Brennauer       | Emma Johansson       |         |
| 2014 | Annemiek van Vleuten     | Anna van der Breggen | Thalita de Jong      |         |
| 2015 | Emma Johansson           | Amalie Dideriksen    | Anna van der Breggen |         |
| 2016 | Annemiek van Vleuten     | Marianne Vos         | Lucinda Brand        |         |
| 2017 | Anouska Koster           | Ruth Winder          | Marianne Vos         |         |
| 2018 | Liane Lippert            | Aude Biannic         | Lotte Kopecky        |         |
| 2019 | Mieke Kröger             | Lotte Kopecky        | Audrey Cordon-Ragot  |         |
| 2020 | suspesa                  | suspesa              | suspesa              | suspesa |
| 2021 | Lotte Kopecky            | Ellen van Dijk       | Lorena Wiebes        |         |
| 2022 | Agnieszka Skalniak-Sójka | Shari Bossuyt        | Ally Wollaston       |         |
| 2023 | suspesa                  | suspesa              | suspesa              | suspesa |